# Antonio Monselesan
Antonio Monselesan, noto anche come Tony Norton (Libia, 2 agosto 1941 – Lucca, 25 febbraio 2015), è stato un attore e allenatore di pugilato italiano.

## Biografia
Nato in Libia da padre veneto e madre pugliese, dopo la Seconda guerra mondiale ritornò in Italia, a Borgo a Mozzano in Toscana. Trasferitosi poi a Roma, dove praticava boxe, venne notato da qualcuno nel mondo del cinema che gli propose alcune piccole parti agli inizi degli anni sessanta. Nel 1968 con Rose rosse per il führer ebbe la sua prima parte importante. È apparso in quattro film di Bud Spencer e Terence Hill, tra i quali Lo chiamavano Trinità... (1970), nel quale interpretava un bounty killer, e ...continuavano a chiamarlo Trinità (1971), nel ruolo di Wild Cat Hendricks.
Nel 1973 formò insieme a Mario Gariazzo una società, la Norma film. Durante la sua carriera cinematografica, terminata alla fine degli anni settanta, aveva preso parte a più di trenta film. Finita l'esperienza nel cinema tornò ad occuparsi di boxe, prima in Spagna dove allenò pugili professionisti per venti anni, e quindi a partire dal 2005 a Lucca, dove svolse il ruolo di allenatore alla Pugilistica Lucchese. È morto il 25 febbraio 2015 a Lucca.

## Filmografia
- Testa di sbarco per otto implacabili, regia di Alfonso Brescia (1968)
- Rose rosse per il führer, regia di Fernando Di Leo (1968)
- Carogne si nasce, regia di Alfonso Brescia (1968)
- Sartana non perdona, regia di Alfonso Balcázar (1969)
- Un esercito di 5 uomini, regia di Italo Zingarelli (1969)
- Lo chiamavano Trinità..., regia di E.B. Clucher (1970)
- ...continuavano a chiamarlo Trinità, regia di E.B. Clucher (1971)
- Riuscirà l'avvocato Franco Benenato a sconfiggere il suo acerrimo nemico il pretore Ciccio De Ingras?, regia di Mino Guerrini (1971)
- Sotto a chi tocca!, regia di Gianfranco Parolini (1972)
- ...e poi lo chiamarono il Magnifico, regia di E.B. Clucher (1972)
- Metti... che ti rompo il muso, regia di Giuseppe Vari (1973)
- La mano spietata della legge, regia di Mario Gariazzo (1973)
- Lo chiamavano Tresette... giocava sempre col morto, regia di Giuliano Carnimeo (1973)
- Il venditore di palloncini, regia di Mario Gariazzo (1974)
- Ordine firmato in bianco, regia di Gianni Manera (1974)
- Di Tresette ce n'è uno, tutti gli altri son nessuno, regia di Giuliano Carnimeo (1974)
- Simone e Matteo - Un gioco da ragazzi, regia di Giuliano Carnimeo (1975)

## Doppiatori italiani
- Carlo Alighiero in ...continuavano a chiamarlo Trinità, ...e poi lo chiamarono il Magnifico, Lo chiamavano Tresette... giocava sempre col morto, Di Tresette ce n'è uno, tutti gli altri son nessuno e Simone e Matteo - Un gioco da ragazzi
- Pino Colizzi in Testa di sbarco per otto implacabili
- Luciano Melani in Sartana non perdona
- Michele Gammino in Un esercito di 5 uomini
- Daniele Tedeschi in Lo chiamavano Trinità...